# Yūki Yonai
Yūki Yonai (米内 佑希 Yonai Yūki?,  Yokote, Prefectura de Akita, 23 de diciembre de 1989) es un actor de voz japonés, afiliado a 81 Produce. Algunos de sus roles más destacados incluyen el de Tokio en Shakiene!, Haruki Bandō en Cheer Boys!!, Maro Kitahara en Piace: Watashi no Italian y Nazuna Nito en Ensemble Stars.

## Biografía
Yonai nació el 23 de diciembre de 1989 en la ciudad de Yokote, prefectura de Akita. Jugó béisbol desde su cuarto grado de escuela primaria hasta la secundaria; también incursionando en otras áreas como el baloncesto y natación. También formó parte del consejo estudiantil durante 3 años y fue vicepresidente durante dos años consecutivos. Yonai originalmente planeaba ir a la universidad, pero se decidió por convertirse en actor de voz tras ser influenciado por un compañero de clases que aspiraba ingresar a dicha profesión. En 2010, se graduó de la secundaria y se trasladó a Tokio, donde ingresó a la Tokyo Media Academy, una escuela de formación de voz. El 1 de abril de 2012, Yonai se unió a la agencia 81 Produce.

## Filmografía

### Anime
2011
- Kamisama Dolls

2012
- Beyblade: Shogun Steel

2013
- Tamagotchi! como Starchi
- Duel Masters como Zetto
- Hayate no Gotoku! como Estudiante
- Pretty Rhythm: Rainbow Live como Edel

2014
- Danchi Tomoo como Subordinado A

2015
- Kyōkai no Rinne como Tarō Nekoda
- Shigatsu wa Kimi no Uso como Estudiante
- Shakiene! como Tokio

2016
- Mysterious Joker
- Kamisama Minarai: Himitsu no Cocotama como Estudiante, niño
- Sōshin Shōjo Matoi como Estudiante
- Time Bokan 24 como Ranmaru Mori
- Cheer Boys!! como Haruki Bandō
- D.Gray-man como Matthew, Debit
- Nanbaka como Sukegawa

2017
- Piace: Watashi no Italian como Maro Kitahara
- Congqian Youzuo Lingjianshan como Joven
- Yowamushi Pedal como Varios
- Little Witch Academia como Estudiante
- Dive!! como Amigo B

2018
- Under One Person como Nozomi
- Captain Tsubasa como Nakazato, Ichikawa, Kōji Nishio, Ishii
- Future Card God Buddy Fight como Seiji Kimichi

2019
- Ensemble Stars! como Nazuna Nito

### OVAs
- Kyō, Koi o Hajimemasu (2011) como Kyōta Tsubaki
- Shamushīru no Mai (2011) como Ciudadano
- Mobile Suit Gundam Thunderbolt (2015)